# Partido Comunista de la República Socialista Soviética de Georgia
El Partido Comunista de la República Socialista Soviética de Georgia (en ruso: Коммунисти́ческая па́ртия Грузинской ССР, abreviado como КП ГССР, en georgiano: საქართველოს სსრ კომუნისტური პარტია) era la rama a nivel regional del Partido Comunista de la Unión Soviética en la RSS de Georgia, una de las repúblicas constituyentes de la Unión Soviética.

## Historia
El partido fue creado en 1920, como Partido Comunista (Bolchevique) de Georgia, como parte del Comité Regional Transcaucásico del PCR (b). Fue oficializado el 25 de febrero de 1921, cuando el Ejército Rojo ocupó a la República Democrática de Georgia y capturó la capital, Tiflis, proclamando a la República Socialista Soviética de Georgia, dirigida por el bolchevique georgiano Filipp Majaradze. A partir de 1922, el Secretario Ejecutivo (desde 1924, Primer Secretario) del Comité Central fue el responsable de la dirección de la RSS de Georgia. En marzo de 1922 se incorporó a la República Socialista Federativa Soviética de Transcaucasia, y en diciembre de ese año, se unió, como parte de esta, a la Unión Soviética. Durante el levantamiento de agosto de 1924, Sergó Ordzhonikidze, primer secretario de la RSFST, junto con las autoridades locales, sofocaron al levantamiento contrarrevolucionario. 
Durante la Gran Guerra Patria de entre 1941 y 1945, las organizaciones del partido trabajaron para movilizar todas las fuerzas de la república para derrotar decisivamente al enemigo. El Partido Comunista de la RSS de Georgia envió al frente a más de 52 mil comunistas, es decir, más de la mitad de sus miembros. Bajo la dirección del partido, toda la economía nacional trabajó para el frente. Después de la Gran Guerra Patria, el Partido Comunista de la RSS de Georgia dirigió el trabajo para el desarrollo ulterior de la economía nacional y la cultura de la república. Los comunistas libraron una lucha persistente para eliminar los errores y deficiencias que se habían producido en el trabajo de las organizaciones del partido. Guiados por las decisiones de los congresos del partido y las sesiones plenarias del Comité Central del PCUS, los comunistas de G. fortalecieron y aumentaron la preparación combativa de sus organizaciones del partido. En cumplimiento de las directivas del 23° Congreso del PCUS sobre el plan quinquenal de 1966 a 1970, el Partido Comunista de la República Socialista Soviética de Georgia, que reúne a representantes de 76 nacionalidades, centró su atención en el trabajo organizativo y político entre las masas, mejoró la selección, colocación y formación del personal y el control sobre la implementación de las decisiones del partido y el gobierno. El XXIV Congreso del Partido Comunista de la Unión Soviética (febrero de 1971) analizó los resultados alcanzados, resumió la experiencia y esbozó nuevas medidas para implementar las tareas de construcción comunista establecidas para el país por el Programa del PCUS, y discutió el proyecto de directivas del XXIV Congreso del PCUS sobre el plan quinquenal para el desarrollo de la economía nacional de la URSS para 1971-1975. Las cuestiones de trabajo ideológico ocuparon un lugar importante en el trabajo del congreso.
 En la primavera de 1971, los trabajadores de la URSS celebraron solemnemente el 50 aniversario de la creación del poder soviético en G. y de la formación del Partido Comunista de la RSS de Georgia; Esto coincidió con el resumen de los resultados del VIII Plan Quinquenal 1966-70. Bajo la dirección del KKE. —uno de los destacamentos más antiguos del PCUS— la RSS de Georgia se convirtió en una república próspera con una industria desarrollada, una agricultura multisectorial técnicamente equipada y una alta cultura.
La política de glásnost impulsada por Mijaíl Gorbachov creó espacio dentro de las repúblicas soviéticas a partir de 1986 para la formación de movimientos civiles y, finalmente, de partidos políticos. En 1990, se celebraron por primera vez elecciones multipartidistas para el Sóviet Supremo de la República Socialista Soviética de Georgia, que el partido comunista perdió frente a la alianza en torno al disidente nacionalista Zviad Gamsajurdia. Después de que Gamsajurdia fuera elegido primer presidente de Georgia en mayo de 1991, el Partido Comunista fue disuelto el 26 de agosto de 1991 tras el golpe de Estado en Moscú una semana antes, que Gamsajurdia apoyó. Tras la disolución del partido y el colapso de la Unión Soviética, en 1992 fue establecido como su sucesor el Partido Comunista Unificado de Georgia, el cual se autodenomina como sucesor del partido soviético.

## Lista de Primeros Secretarios
| #  | Imagen | Nombre                                | Inicio                   | Final                    |
| -- | ------ | ------------------------------------- | ------------------------ | ------------------------ |
| 1  |        | Mamia Orajelashvili (1881-1937)       | 1 de febrero de 1921     | Abril de 1922            |
| 2  |        | Mijeíl Okudzhava (1883-1937)          | Abril de 1922            | Octubre de 1922          |
| 3  |        | Vissarión Lominadze (1897-1935)       | 25 de octubre de 1922    | Agosto de 1924           |
| 4  |        | Mijeíl Kajiani (1896-1937)            | Agosto de 1924           | 6 de mayo de 1930        |
| 5  |        | Levan Gogoberidze (1896-1937)         | 6 de mayo de 1930        | 20 de noviembre de 1930  |
| 6  |        | Samson Mamulia (1892-1937)            | 20 de noviembre de 1930  | 11 de septiembre de 1931 |
| 7  |        | Lavrenti Kartvelishvili (1890-1938)   | 11 de septiembre de 1931 | 14 de noviembre de 1931  |
| 8  |        | Lavrenti Beria (1899-1953)            | 14 de noviembre de 1931  | 18 de octubre de 1932    |
| 9  |        | Petre Agniashvili (1896-1937)         | 18 de octubre de 1932    | 15 de enero de 1934      |
| 10 |        | Lavrenti Beria (1899-1953)            | 15 de enero de 1934      | 31 de agosto de 1938     |
| 11 |        | Kandid Charkviani (1907-1994)         | 31 de agosto de 1938     | 2 de abril de 1952       |
| 12 |        | Akaki Mgeladze (1910-1980)            | 2 de abril de 1952       | 14 de abril de 1953      |
| 13 |        | Aleksandre Mirtsjulava (1911-2009)    | 14 de abril de 1953      | 19 de septiembre de 1953 |
| 14 |        | Vasil Mzhavanadze (1902-1988)         | 20 de septiembre de 1953 | 29 de septiembre de 1972 |
| 15 |        | Eduard Shevardnadze (1928-2014)       | 29 de septiembre de 1972 | 6 de julio de 1985       |
| 16 |        | Dzhumber Patiashvili (Nacido en 1940) | 6 de julio de 1985       | 14 de abril de 1989      |
| 17 |        | Givi Gumbaridze (Nacido en 1945)      | 14 de abril de 1989      | 7 de diciembre de 1990   |
| 18 |        | Avtandil Margiani (Nacido en 1945)    | 7 de diciembre de 1990   | 19 de febrero de 1991    |
| 19 |        | Dzhemal Mikeladze (1936-2014)         | 20 de febrero de 1991    | 26 de agosto de 1991     |

## Congresos y Conferencias
| Reunión         | Fecha                                                 | Lugar  |
| --------------- | ----------------------------------------------------- | ------ |
| I Congreso      | 23 de enero al 1 de febrero de 1922                   | Tiflis |
| II Congreso     | 14 al 18 de marzo de 1923                             | Tiflis |
| III Congreso    | 6 al 11 de mayo de 1924                               | Tiflis |
| IV Congreso     | 30 de noviembre al 5 de diciembre de 1925             | Tiflis |
| V Congreso      | 12 al 19 de noviembre de 1927                         | Tiflis |
| VI Congreso     | 1 al 10 de julio de 1929                              | Tiflis |
| VII Congreso    | 28 de mayo al 5 de junio de 1930                      | Tiflis |
| VIII Congreso   | 20 al 24 de enero de 1932                             | Tiflis |
| IX Congreso     | 10 al 14 de enero de 1934                             | Tiflis |
| X Congreso      | 15 al 21 de mayo de 1937                              | Tiflis |
| XI Congreso     | 15 al 19 de junio de 1938                             | Tiflis |
| XII Congreso    | 26 de mayo al 2 de marzo de 1939                      | Tiflis |
| XIII Congreso   | 15 al 19 de marzo de 1940                             | Tiflis |
| XIV Congreso    | 25 al 29 de enero de 1949                             | Tiflis |
| XV Congreso     | 15 al 18 de septiembre de 1952                        | Tiflis |
| XVI Congreso    | 16 al 18 de febrero de 1954                           | Tiflis |
| XVII Congreso   | 18 al 21 de enero de 1956                             | Tiflis |
| XVIII Congreso  | 27 al 29 de enero de 1958                             | Tiflis |
| XIX Congreso    | 12 al 13 de enero de 1959                             | Tiflis |
| XX Congreso     | 25 al 26 de enero de 1960                             | Tiflis |
| XXI Congreso    | 27 al 29 de septiembre de 1961                        | Tiflis |
| XXII Congreso   | 29 al 30 de enero de 1964                             | Tiflis |
| XXIII Congreso  | 2 al 4 de marzo de 1966                               | Tiflis |
| XXIV Congreso   | 27 de febrero al 1 de marzo de 1971                   | Tiflis |
| XXV Congreso    | 22 al 24 de enero de 1976                             | Tiflis |
| XXVI Congreso   | 22 al 24 de enero de 1981                             | Tiflis |
| XXVII Congreso  | 24 al 25 de enero de 1986                             | Tiflis |
| XXVIII Congreso | 15 al 16 de mayo de 1990- 7 al 8 de diciembre de 1990 | Tiflis |